# Etapele Turului României 2007
Această pagină descrie etapele Turului României 2007.

## Etape

### Prolog - sâmbătă, 23 iunie: Curtea de Argeș, circuit centru
Distanță: 30 km, județul Argeș
| Nume             | Țară     | Echipă                   | Timp |
| ---------------- | -------- | ------------------------ | ---- |
| Vitali Brichak   | Ucraina  | Miraje Ucraina           |      |
| Marius Petrache  | România  | Olimpia București        |      |
| Arne Hinrichsen  | Germania | Emporelli Daccordi       |      |
| Mihai Florea     | România  | Olimpia București        |      |
| Alexandru Ciocan | România  | Conpet Petrolul Ploiești |      |

### Etapa I - duminică, 24 iunie: Pitești - Târgu Jiu, 174 km
Caracteristici traseu: asfalt, accentuat deluros

Traseul a cuprins 6 cățărări de tip B (roșu) și 3 sprinturi (verde).
- Drăganu, altitudine 410, 12 km
- Dedulești, altitudine 527, 41 km
- Milcoiu, altitudine 421, 47 km
- Râmnicu Vâlcea, altitudine 230, 60 km
- Govora, altitudine 290, 91 km
- Costești, altitudine 410, 98 km
- Piatra, altitudine 570, 105 km
- Horezu, altitudine 460, 112 km
- Poienari, altitudine 510, 134 km

Etapa I, rezultate
| Poz. | Nume             | Țară     | Echipă                   | Timp     |
| ---- | ---------------- | -------- | ------------------------ | -------- |
| 1    | Alexandru Ciocan | România  | Conpet Petrolul Ploiești | 4h 58'3" |
| 2    | Dan Anghelache   | România  | Dinamo Secrom            | 4h 58'3" |
| 3    | Atanas Kostov    | Bulgaria | Hemus Troyan             | 5h 08'7" |

### Etapa II - luni, 25 iunie: Târgu Jiu – Deva, 146 km
Caracteristici traseu: asfalt, vălurit și muntos

Traseul a cuprins 2 cățărări de tip B (roșu) și 3 sprinturi (verde).
- Petroșani, altitudine 640, 52 km
- Bănița, altitudine 759, 61 km
- Hațeg, altitudine 420, 101 km
- Hațeg, altitudine 520, 104 km
- Hunedoara, altitudine 210, 133 km

| Poz. | Nume            | Țară              | Echipă                | Timp      |
| ---- | --------------- | ----------------- | --------------------- | --------- |
| 1    | Rudyy Stanislav | Ucraina           | Miraj Ucraina         | 3h 49'40" |
| 2    | Arne Hinrichsen | Germania          | Emporelli Daccordi    |           |
| 3    | Alexandr Braico | Republica Moldova | Olimpic Autoconstruct |           |

| Nume             | Țară    | Echipă                    | Timp |
| ---------------- | ------- | ------------------------- | ---- |
| Dan Anghelache   | România | Dinamo Secrom București   |      |
| Ruddy Stanislav  | Ucraina | Mirage Ucraina            |      |
| Alexandru Ciocan | România | Conpet Petrolul Ploiești  |      |
| Eduard Novac     | România | Intersport Miercurea Ciuc |      |
| Marius Stoica    | România | Dinamo Secrom București   |      |

### Etapa III - marți, 26 iunie: Deva – Alba Iulia, 141 km
Caracteristici traseu: asfalt, vălurit și deluros

Traseul a cuprins 2 cățărări de tip B (roșu) și 3 sprinturi (verde).
- Vălișoara, altitudine 421, 26 km
- Brad, altitudine 296, 36 km
- Buceș, altitudine 554, 55 km
- Abrud, altitudine 610, 74 km
- Zlatna, altitudine 530, 101 km

| Poz. | Nume             | Țară    | Echipă                          | Timp      |
| ---- | ---------------- | ------- | ------------------------------- | --------- |
| 1    | Marian Frunzeanu | România | Conpet Petrolul Ploiești        | 4h 00'14" |
| 2    | Vitali Brichak   | Ucraina | Mirage Ucraina                  |           |
| 3    | Mihail Rusu      | România | Olimpic Autoconstruct Câmpulung | 4h 02'34" |

| Nume             | Țară    | Echipă                    | Timp |
| ---------------- | ------- | ------------------------- | ---- |
| Dan Anghelache   | România | Dinamo Secrom București   |      |
| Ruddy Stanislav  | Ucraina | Mirage Ucraina            |      |
| Alexandru Ciocan | România | Conpet Petrolul Ploiești  |      |
| Tamaș Csicsaky   | România | Conpet Petrolul Ploiești  |      |
| Eduard Novak     | România | Intersport Miercurea Ciuc |      |

### Etapa IV - miercuri, 27 iunie: Alba Iulia – Sibiu, 119 km
Caracteristici traseu: asfalt, vălurit și deluros

Traseul a cuprins 4 cățărări de tip B (roșu) și 2 sprinturi (verde).
- Jidvei, altitudine 390, 37 km
- Blaj, altitudine 245, 41 km
- Lunca, altitudine 460, 69 km
- Copșa Mică, altitudine 390, 81 km
- Ruși, altitudine 480, 100 km
- Șura Mare, altitudine 500, 113 km

| Poz. | Nume             | Țară     | Echipă                   | Timp      |
| ---- | ---------------- | -------- | ------------------------ | --------- |
| 1    | Vitali Brichak   | Ucraina  | Mirage Ucraina           | 2h 48'54" |
| 2    | Arne Hinrichsen  | Germania | Emporelli Daccordi       |           |
| 3    | Alexandru Ciocan | România  | Conpet Petrolul Ploiești |           |

| Nume             | Țară     | Echipă                    | Timp |
| ---------------- | -------- | ------------------------- | ---- |
| Dan Anghelache   | România  | Dinamo Secrom București   |      |
| Arne Hinrichsen  | Germania | Emporelli Daccordi        |      |
| Alexandru Ciocan | România  | Conpet Petrolul Ploiești  |      |
| Marian Frunzeanu | România  | Conpet Petrolul Ploiești  |      |
| Eduard Novak     | România  | Intersport Miercurea Ciuc |      |

### Etapa V - joi, 28 iunie: Sibiu - Bâlea Lac, 120 km
Caracteristici traseu: asfalt, muntos

Traseul a cuprins 2 cățărări de tip A (roșu) și 1 sprint (verde).
- Agnita, altitudine 550, 59 km
- Bâlea Cascadă, altitudine 1230, 105 km
- Bâlea Lac, altitudine 2020, 120 km

| Poz. | Nume             | Țară    | Echipă                   | Timp      |
| ---- | ---------------- | ------- | ------------------------ | --------- |
| 1    | Vitali Brichak   | Ucraina | Miraj Ucraina            | 1h 54'39" |
| 2    | Tamaș Csicsaky   | România | Conpet Petrolul Ploiești |           |
| 3    | Marian Frunzeanu | România | Conpet Petrolul Ploiești |           |

| Nume             | Țară    | Echipă                    | Timp |
| ---------------- | ------- | ------------------------- | ---- |
| Dan Anghelache   | România | Dinamo Secrom București   |      |
| Vitali Brichak   | Ucraina | Mirage Ucraina            |      |
| Alexandru Ciocan | România | Conpet Petrolul Ploiești  |      |
| Marian Frunzeanu | România | Conpet Petrolul Ploiești  |      |
| Eduard Novak     | România | Intersport Miercurea Ciuc |      |

### Etapa VI - vineri, 29 iunie: Mediaș – Izvorul Mureșului, 175 km
Caracteristici traseu: asfalt, deluros și muntos

Traseul a cuprins 1 cățărăre de tip A, 1 cățărare de tip B (roșu) și 3 sprinturi (verde).
- Daneș, altitudine 420, 21 km
- Hetiur, altitudine 650, 42 km
- Sângeorgiu de Padure, altitudine 490, 74 km
- Sovata, altitudine 500, 99 km
- Bucin, altitudine 1287, 129 km

| Poz. | Nume             | Țară     | Echipă                   | Timp      |
| ---- | ---------------- | -------- | ------------------------ | --------- |
| 1    | Pavel Sumanov    | Bulgaria | Hemus Troyan             | 4h 32'43" |
| 2    | Alexandru Ciocan | România  | Conpet Petrolul Ploiești |           |
| 3    | Marius Petrache  | România  | Olimpia Delma            |           |

| Nume             | Țară    | Echipă                    | Timp |
| ---------------- | ------- | ------------------------- | ---- |
| Dan Anghelache   | România | Dinamo Secrom București   |      |
| Ruddy Stanislav  | Ucraina | Mirage Ucraina            |      |
| Alexandru Ciocan | România | Conpet Petrolul Ploiești  |      |
| Marian Frunzeanu | România | Conpet Petrolul Ploiești  |      |
| Eduard Novak     | România | Intersport Miercurea Ciuc |      |

### Etapa VII - sâmbătă, 30 iunie: Toplița – Piatra Neamț, 131 km
Caracteristici traseu: asfalt, deluros și muntos

Traseul a cuprins 2 cățărări de tip A, 1 cățărare de tip B (roșu) și 3 sprinturi (verde).
- Borsec, altitudine 1150, 10 km
- Tulgheș, altitudine 800, 38 km
- Bradu, altitudine 750, 47 km
- Grintiești, altitudine 700, 54 km
- Grozăvești, altitudine 910, 75 km
- Ruginoasa, altitudine 1020, 86 km
- Bicaz, altitudine 520, 104 km

| Poz. | Nume             | Țară    | Echipă                   | Timp      |
| ---- | ---------------- | ------- | ------------------------ | --------- |
| 1    | Alexandru Ciocan | România | Conpet Petrolul Ploiești | 3h 18'38" |
| 2    | Ruddy Stanislav  | Ucraina | Mirage Ucraina           |           |
| 3    | Marius Stoica    | România | Dinamo Secrom București  |           |

| Nume             | Țară    | Echipă                    | Timp |
| ---------------- | ------- | ------------------------- | ---- |
| Dan Anghelache   | România | Dinamo Secrom București   |      |
| Ruddy Stanislav  | Ucraina | Mirage Ucraina            |      |
| Alexandru Ciocan | România | Conpet Petrolul Ploiești  |      |
| Marian Frunzeanu | România | Conpet Petrolul Ploiești  |      |
| Eduard Novak     | România | Intersport Miercurea Ciuc |      |

### Etapa VIII - duminică, 1 iulie: Piatra Neamț – Botoșani, 164 km
Caracteristici traseu: asfalt, deluros 

Traseul a cuprins 3 cățărări de tip C (roșu) și 3 sprinturi (verde).
- Târgu Frumos, altitudine 110, 86 km
- Cotnari, altitudine 200, 105 km
- Hârlău, altitudine 210, 115 km
- Frumișica, altitudine 350, 128 km
- Copălău, altitudine 350, 144 km
- Zăicești, altitudine 320, 154 km

| Poz. | Nume             | Țară     | Echipă                   | Timp      |
| ---- | ---------------- | -------- | ------------------------ | --------- |
| 1    | Veselin Dimitrov | Bulgaria |                          | 4h 11'53" |
| 2    | Tamaș Csicsaky   | România  | Conpet Petrolul Ploiești |           |
| 3    | Jan van Puyvelde | Germania |                          |           |

| Nume             | Țară    | Echipă                   | Timp |
| ---------------- | ------- | ------------------------ | ---- |
| Dan Anghelache   | România | Dinamo Secrom București  |      |
| Alexandru Ciocan | România | Conpet Petrolul Ploiești |      |
| Alexandru Ciocan | România | Conpet Petrolul Ploiești |      |
| Marian Frunzeanu | România | Conpet Petrolul Ploiești |      |
| Dan Anghelache   | România | Dinamo Secrom București  |      |